# Eben Byers
Pour les articles homonymes, voir Byers.
Eben Byers, né Ebenezer Eben Bryers né le 12 avril 1880 à Pittsburgh et mort le 31 mars 1932 à Manhattan des suites de sa contamination au radium, est un industriel américain.

## Biographie
Eben Byers est né dans la famille de l’industriel Alexander Byers. Il fréquente la St. Paul's School dans sa jeunesse et fait ses études à Yale College. Au collège, il est un excellent athlète. En 1906, Byers devient champion de golf amateur des États-Unis, après avoir pris deux fois la deuxième place en 1902 et 1903.
Il devient par la suite président de la Girard Iron Company, que son père a fondée, et développe l’entreprise familiale. 
Il est surtout connu pour avoir été la plus célèbre victime du Radithor, un prétendu médicament composé de radium et d'eau distillée. On lui a prescrit ce médicament « miracle » pour les années 1920 à cause d’une mauvaise chute en train-couchette. Ce type de « traitement » connaissait une certaine popularité dans les années 1920, sous le nom de « radiothérapie douce ».
Byers meurt le 31 mars 1932 de plusieurs cancers dus à une sévère contamination au radium. Cette contamination avait provoqué chez lui une ostéonécrose du maxillaire qui lui valut de perdre pratiquement toutes ses dents et une partie de sa mâchoire inférieure, en plus de développer un abcès cérébral.
Byers est enterré dans un cercueil de plomb. En 1965, ses restes ont été exhumés pour analyse et se sont révélés encore très radioactifs.